# Candoscrupocellaria disconveniens
Candoscrupocellaria disconveniens är en mossdjursart som beskrevs av Jean-Loup d'Hondt och Gordon 1996. Candoscrupocellaria disconveniens ingår i släktet Candoscrupocellaria och familjen Candidae. Inga underarter finns listade i Catalogue of Life.